# مراقبة وسائل الإعلام الدولية
مراقبة وسائل الإعلام الدولية هي منظمة مراقبة إعلاميّة أسّسها شارون تسور ومقرّها في مدينة نيويورك. وتصف نفسها بأنّها "منظمة مستقلة غير ربحية مكرّسة لتعزيز صورة إسرائيل من خلال تعزيز التغطية الإعلامية الدقيقة والمحايدة وتوفير معلومات واقعية في الوقت المناسب عن إسرائيل والشرق الأوسط".

## البرامج

### التقارير الصادقة
كانت شارون تسور تدير في السابق منظّمة التقارير الصادقة، وهي منظمة لمراقبة وسائل الإعلام مقرّها في المملكة المتحدة. تم إنشاء منظمة مراقبة وسائل الإعلام الدولية بأموال أولية من صندوق أيش ها توراه في القدس لاستيعاب التقارير الصادقة. وصفت الوكالة اليهودية لإسرائيل برنامج MWI للتقارير الصادقة بأنه يركّز على "توجيه القارئ إلى النشاط الإنتاجي" وأنه "مؤيد لإسرائيل" ولكنه "لا يتّخذ موقفًا سياسيًا إسرائيليًا معينًا".

### طبعة المدرسة الثانوية الديمقراطية
وفقًا لمؤسسة كوريت، الّتي توفّر التمويل لمبادرات وزارة المياه والري، تدير منظمة مراقبة وسائل الإعلام الدولية بالتعاون مع الصندوق القومي اليهودي وأصدقاء الليكود الأمريكيين "قافلة من أجل الديمقراطية إصدار المدرسة الثانوية" (HSE)، والتي "تمكّن طلّاب المدارس الثّانوية وكبار السن من يدافعون عن إسرائيل ويستجيبون للمشاعر المعادية لإسرائيل عندما يذهبون إلى الكلية وقد ملأ البرنامج فراغًا في التّعليم اليهودي الّذي ترك في السابق العديد من الطّلاب غير مستعدين لدعم إسرائيل عندما يواجهون وجهات نظر معارضة أو عداء.

## أنظر أيضا
- الدبلوماسية العامة في إسرائيل
- لجنة متابعة الدقة في تقارير الشرق الأوسط في أمريكا